# かわいい魔女サブリナ
『かわいい魔女サブリナ』（かわいいまじょサブリナ、原題：Sabrina the Teenage Witch、第1シーズンのみ原題はSabrina and the Groovie Goolies ）は、1970年にCBSで放送されたアメリカのテレビアニメ。原作はアーチー・コミック（Archie Comics）の漫画作品「魔女サブリナ」、これを元に製作された最初のアニメ作品である。日本でも1971年9月はじめて東京12チャンネルで初めて放送され、テレビ東京に変更された後はアニメランドで平日朝8時00分(第2部)に再放送された。全31話。
その後フィルメーションは、1977年にサブリナを題材としたアニメen:The New Archie and Sabrina Hourを放送した。

## 登場人物
サブリナ
吹替 - 中村晃子
ジャグヘッド
吹替 - 高松しげお
レジー
吹替 - 鈴木やすし

## スタッフ
- 製作：フィルメーション
- 監督：ハル・サザーランド（en:Hal Sutherland）
- プロデュース：ノーム・プレスコット（en:Norm Prescott）、ルー・シェイマー （en:Lou Scheimer）
- 吹替演出：母袋博
- 日本語版製作：グロービジョン
- 吹替配給：ビアコムジャパン

## 日本でのネット局
- 東京12チャンネル
- 北陸放送：火曜 17:25 - 17:55（1974年11月19日まで放送）[1]

## 関連作品
- 『おちゃめな魔女サブリナ』（Sabrina: The Animated Series） - 2004年にディズニー・チャンネルで放送されたTVアニメ。
- 『サブリナ』（Sabrina, the Teenage Witch） - 1996年のテレビドラマ。
- 幽霊城のドボチョン一家